# Пилгрим от Кьолн
Пилгрим от Кьолн (на немски: Pilgrim von Köln; на латински: Pilgrimus; * ок. 985; † 25 август 1036) е от 1021 до 1036 г. архиепископ на Кьолн, от 1031 г. ерцканцлер на Италия. Роднина е на император Хайнрих II.

## Живот
Син е на Хадалхох IV († 1030), граф в Изенгау, братът на архиепископ Арибо фон Майнц от род Арибони. Дядо му е пфалцграф Арибо I от Бавария († сл. 1000). Майка му е от род Пилгримиди. Роднина е на папа Дамас II (1048).
От 1016 до 1021 г. Пилгрим е пробст на катедралата в Бамберг и канцлер за Италия на император Хайнрих II, който на 29 юни 1021 г. го прави архиепископ на Кьолн.
През 1022 г. Пилгрим ръководи част от императорската войска, превзема Капуа и град Салерно. Той коронова през 1024 г. Гизела три седмици след кралския избор, съпругата на Конрад II.
През 1024 г. той основава абатството Браувайлер (днес в Пулхайм). През 1027 г. участва в синода във Франкфурт на Майн.
На Великден 1028 г. той коронова Хайнрих III в Аахен. През 1031 г. Пилгрим печели службата ерцканцер на Италия за архиепископите на Кьолн.
Погребан е в строената от него църква „Св. Апостоли“ в Кьолн.